# Isaac Calén
Isaac Calén, född 6 juni 1717 i Tåby församling, Östergötlands län, död 12 februari 1787 i Kättilstads församling, Östergötlands län, var en svensk präst.

## Biografi
Isaac Calén föddes 1717 i Tåby socken. Han var son till landsfiskalen Claës Calén och Anna Charlotta Hedenstierna. Calén blev 1737 student vid Uppsala universitet och prästvigdes 19 maj 1745. Han avlade 30 maj 1758 pastoralexamen och blev 9 januari kyrkoherde i Kättilstads församling, tillträdde samma år. Calén var från 24 februari 1774 till 1783 kontraktsprost i Kinds kontrakt. Han avled 1787 i Kättilstads socken.

### Familj
Calén gifte sig första gången 24 juni 1752 med Anna Katarina De Rogiér (1732–1784), dotter till Herman Gideon De Rogier och Katarina Törner. De fick tillsammans barnen Herman Calén (1753–1753), kyrkoherden Daniel Calén (född 1755) i Kättilstads församling, kyrkoherden Claês Gideon Calén (1757–1824) i Toresunds församling, Katarina Charlotta Calén (född 1761) som var gift med kyrkoherden Lars Magnus Kinnander i Vadstena församling, fänriken Isak Herman Calén (1766–1802) vid Västerbottens regemente, Jonathan Calén (1767–1768), Abraham Calén (1769–1785) och underofficeren Jakob Calén (1769–1789).
Calén gifte sig andra gången 27 december 1784 med Hedvig Wibjörnsson (1746–1823), dotter till kyrkoherden Anders Wibjörnson i Vånga församling och Gertrud Aschanius.